# John Hurley
John Hurley (18 april 1941 – 16 augustus 1986) was een Amerikaans zanger en songwriter. Hij schreef onder meer mee aan Son of a preacher man en Love of the common people.

## Biografie
Hurley woonde aan het begin van de jaren zestig in Nashville. Hier schreef hij vanaf 1963 muziek voor Tree International, een vooraanstaande muziekuitgever in Music Row, het muzikale hart in Nashville. Hij schreef meestal samen met Ronnie Wilkins. In die tijd werd Nashville nog niet zo nadrukkelijk met alleen countrymuziek geassocieerd, waardoor hij ook popnummers schreef.
Tijdens een sessie voor Aretha Franklin in Muscle Shoals werden ze door Jerry Wexler van Atlantic Records gevraagd om eens iets voor haar te schrijven. Hiervoor trokken ze zich enkele dagen terug. Het leverde onder meer het nummer Son of a preacher man op. Uiteindelijk was het Dusty Springfield die het uitbracht, omdat het te gospel-achtig werd gevonden voor de elpee van Franklin. Het werd een wereldwijde hit voor Springfield, met een nummer 10-notering in de VS en diverse nummer 1-noteringen in Europa.
Als duo schreven ze verder liedjes voor artiesten als The Everly Brothers, Elton John, John Denver, Waylon Jennings, Wayne Newton, Foo Fighters, Natalie Merchant en Tanya Tucker. Sommige nummers werden vaak gecoverd. Ook Love of the common people is daar een voorbeeld van, waarvan de cover in de jaren tachtig door Paul Young een wereldhit werd.
Ze vertrokken naar Californië om daar aan een popalbum voor Hurley te werken. Bij elkaar bracht Hurley aan het begin van de jaren zeventig drie elpees uit. Met zijn elpees kreeg hij goede recensies van Billboard maar had hij verder weinig succes.
John Hurley overleed op 16 augustus 1986 op 45-jarige leeftijd aan leverfalen en een hersenbloeding. Hij liet zijn vrouw Larri Grove, zeven kinderen, vijf stiefkinderen en zes kleinkinderen achter.

## Albums als solo-artiest
- 1970: Sings about people
- 1972: John Hurley delivers one more hallelujah
- 1973: Children's dreams

- Bibsys: 3089831
- Gemeinsame Normdatei: 1169838251
- MusicBrainz: a92729b8-b338-452a-b8c1-b7d86f406921
- Virtual International Authority File: 8562149198349174940007
- WorldCat: E39PCjH836xxw9Wx86jT3p4XMK